# Beltrame (torrente)
Il Beltrame o Soverato è un torrente calabrese, anticamente conosciuto come Vetrano o Beltrano, il corso d’acqua è lungo meno di 30 km, per circa 10 Km e un dislivello di 400 m attraversa il comune di Petrizzi mentre si snoda sinuoso verso il mare, sfocia poco a nord del centro abitato di Soverato. 
È divenuto tristemente celebre dopo lo straripamento del 10 settembre 2000, che provocò 12 morti e un disperso tra i campeggiatori del vicino camping "Le Giare".

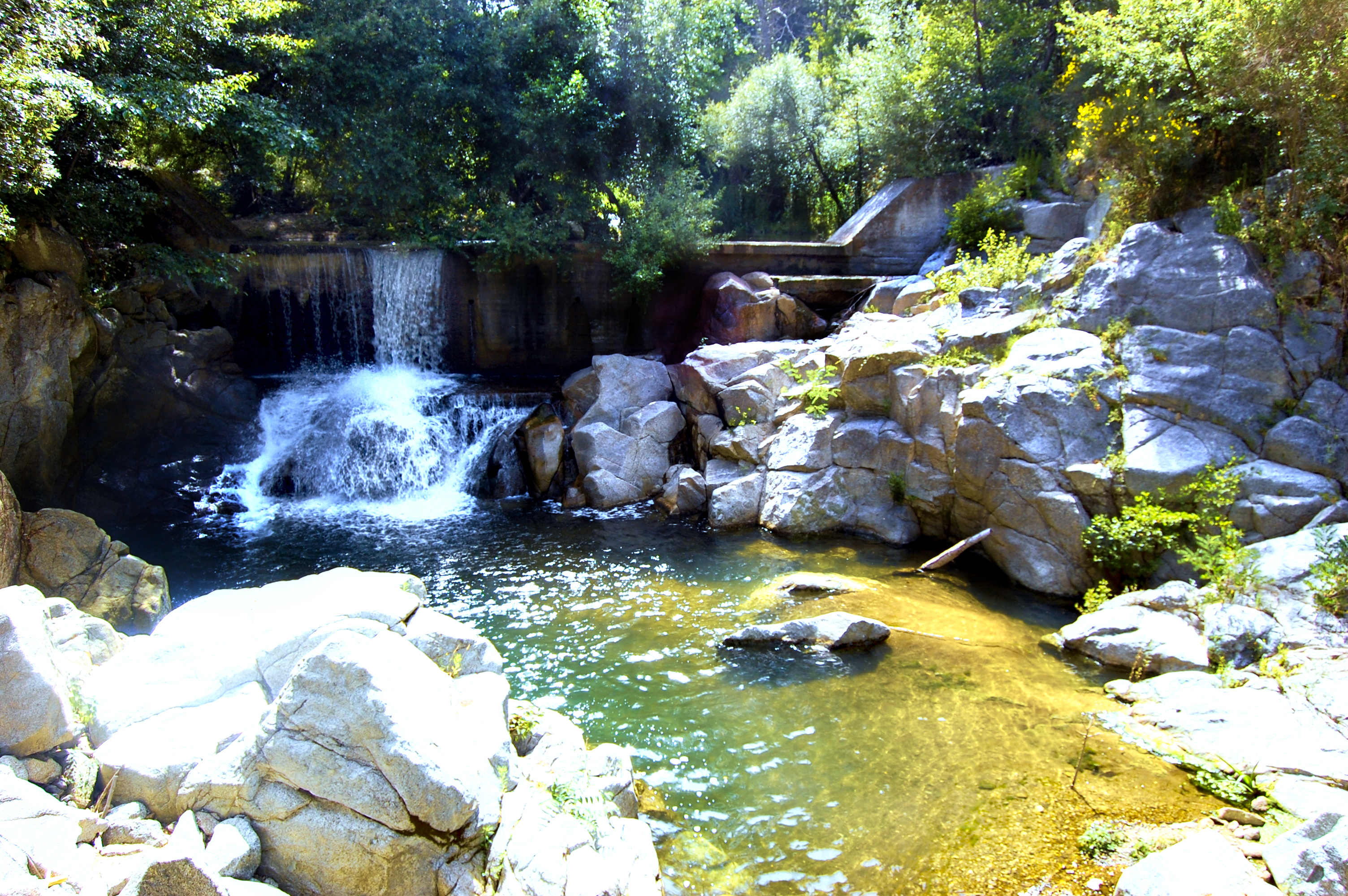
Torrente Beltrame